# Divoška
Divoška (v anglickém originále Wild Child) je britsko-francouzsko-americký komediální film z roku 2008. Režie se ujal Nick Moore a scénáře Lucy Dahl. Hlavní role hrají Emma Roberts, Kimberley Nixon, Juno Temple, Linzey Cocker, Sophie Wu, Alex Pettyfer a Georgia King. Film je posledním filmem herečky Natashy Richardson, která v roce 2009 zemřela.

## Obsazení
- Emma Roberts jako Poppy Moore
- Kimberley Nixon jako Kate, Poppy spolubydlící
- Juno Temple jako Drippy, Poppy spolubydlící
- Linzey Cocker jako Josie, Poppy spolubydlící
- Sophie Wu jako Kiki, Poppy spolubydlící
- Alex Pettyfer jako Freddie Kingsley
- Georgia King jako Harriet Bentley
- Natasha Richardson jako paní paní Kingsleyová, ředitelka školy a matka Freddieho
- Aidan Quinn jako Gerry Moore, Poppy otec
- Ruby Thomas jako Jane, Harriet kamarádka
- Eleanor Turner-Moss jako Charlotte, Harriet kamarádka
- Lexi Ainsworth jako Molly Moore, Poppy sestra
- Shelby Young jako Ruby, Poppy bývalá kamarádka
- Johnny Pacar jako Roddy, Poppy bývalý přítěl
- Shirley Henderson jako Matron
- Kelsey Sanders jako Skye
- Nick Frost jako pan Christopher, kadeřník
- Daisy Donovan jako slečna Rees-Withers
- Jason Watkins jako pan Nellist, učitel francouzštiny

## Recenze
Na recenzní stránce Rotten Tomatoes získal z 26 započtených recenzí 38 procent s průměrným ratingem 4,8 bodů z deseti. Na Česko-Slovenské filmové databázi snímek získal 60 procent.